# Aleuronudus acapulcensis
Aleuronudus acapulcensis là một loài côn trùng cánh nửa trong họ Aleyrodidae, phân họ Aleurodicinae.
Aleuronudus acapulcensis được Sampson & Drews miêu tả khoa học đầu tiên năm 1941.